# Bona de Armagnac
Bona de Armagnac (em francês:  Bonne d'Armagnac; Lavardens, 19 de fevereiro de 1395 — Castelnau-de-Montmiral, 1430/16 de novembro de 1435) foi duquesa consorte de Orleães como a segunda esposa de Carlos, Duque d'Orleães.

## Família
Bona era a filha mais velha de Bernardo VII, Conde de Armagnac e de Bona de Berry, viúva do conde Amadeu VII de Saboia. Seus avós paternos eram o conde João II de Armagnac e Joana de Périgord. Seus avós maternos eram o duque João de Berry e Joana de Armagnac.
Bona teve seis irmãos mais novos, e três meio-irmãos por parte de mãe, frutos de seu primeiro casamento.

## Biografia
Na data de 18 de abril de 1410, em Gien, foi assinado um contrato de noivado entre Bona e o duque Carlos. Ele era filho de Luís de Valois, Duque d'Orleães, cujo pai era o rei Carlos V de França, e de Valentina Visconti, Duquesa de Orleães.
Anteriormente, Carlos havia sido casado pela primeira vez com Isabel de Valois, filha do rei Carlos VI de França, e viúva do rei Ricardo II de Inglaterra. Ela morreu em 1409, durante o parto.
Eles se casaram em 15 de agosto de 1410, em Riom, na Auvérnia. Bona teve uma enteada, Joana de Valois, Duquesa de Alençon, esposa de João II d'Alençon.
Após a derrota do franceses durante a Batalha de Azincourt, em 25 de outubro de 1415, parte da Guerra dos Cem Anos, seu marido foi feito prisioneiro pelos ingleses. Ele ficou preso durante 25 anos.
O casal não teve filhos, e Bona morreu na década de 1430, enquanto seu marido ainda estava preso.
Em 1440, ele foi libertado, e voltou à França. Viúvo, casou-se pela terceira e última vez com Maria de Cleves, que lhe deu três filhos, inclusive o rei Luís XII de França.